# Jesuitenhof (Düren)

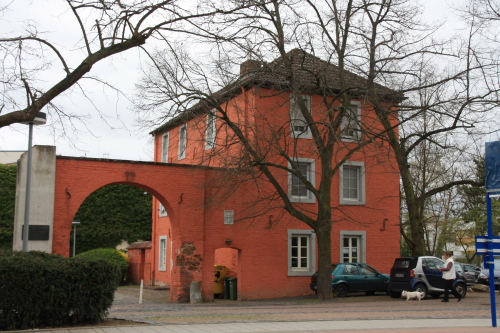
Überrest des Jesuitenhofes

Der Jesuitenhof ist ein denkmalgeschütztes Gebäude in Düren (Nordrhein-Westfalen).
Der Jesuitenhof stand in der Nideggener Straße Nr. 68–70 auf dem Gelände des heutigen Hallenbades, welches nach dem Jesuitenhof benannt wurde. Der Jesuitenhof, bzw. das heute noch existierende Wohnhaus, ist eines der ältesten Gebäude in der Stadt. Es stammt im Kern aus dem Jahre 1719, wurde aber im 19. und 20. Jahrhundert verändert. Das Haupthaus ist ein dreigeschossiger Backsteinbau mit Sandsteingewänden. Neben dem Haus steht der Torbogen der ehemaligen Hofanlage.
Im Laufe der Jahrhunderte hatte der Hof verschiedene Namen. Er hieß Meyradtshof nach der Stiftung des Junkers Bernhardt Meyradt von Reifferscheidt; St. Annahof, weil die Pfarre St. Anna von den Jesuiten betreut wurde, und Jesuitenhof, weil er sich ab dem 26. April 1634 im Besitz des Jesuitenkollegs befand.
Im Dreißigjährigen Krieg brannte der Jesuitenhof am 31. Dezember 1639 ab. Nach dem Wiederaufbau wurde der Hof durch die Jesuiten 1678 stark renoviert. Am 22. und 23. Mai 1718 brannte der Jesuitenhof wieder ab, weil ein „Bösewicht“ das Strohdach in Brand gesteckt hatte. Dazu heißt es:

„Da große Hitze und Trockenheit herrschten, breitete sich das Feuer so schnell aus, dass keiner der Gewalt des Brandes entkommen wäre, wenn nicht durch die Mahnung einer Dienstmagd die Bauern und der Schäfer und sein Hund durch einen Schlag wie von einem Geschütze aufgeschreckt worden wäre (vielleicht ist Pulver heimlich unter das Dach gelegt worden). Diesem Feuer sind zusammen mit den Menschen nur ganz wenige Kühe entrissen worden und ein Häuschen, das von dem großen Hause ein wenig entfernt und ganz aus Stein war, darin war der Backofen zum Brotbacken; es diente auch dem Verwalter und seiner Familie zur Aufnahme nach dem Brand. Vom übrigen gingen die Scheune, der Stall und ein ziemlich geräumiges Haus mit vier vortrefflich edlen Pferden, ungefähr 300 Schafen, ferner Schweinen und dem ganzen Großvieh, eben dem Gerät und dem Getreide in Flammen auf und brannte so ab, dass nur die vier Hausmauern, die aus festem Stein gebaut waren, und der hintere Teil der Scheune, ebenfalls aus Stein, innerhalb eines Zeitraumes von zwei Stunden noch übrig waren, bevor Hilfe aus der Stadt herangebracht werden konnte. Der Schaden überstieg 3300 Reichstaler.“

Ursprünglich umfassten die Ländereien des als Courtenbachshof bekannten Forsthofes in der Oberstraße auch das Gelände des späteren Jesuitenhofes. Junker Bernhard Meyradt hatte vom Verkaufserlös des Courtenbachhofes seinen Sohn Everhard, der der Gesellschaft Jesu angehörte, eine Stiftung eingerichtet. Sie wurde nach Everhards Tod jedoch nicht ausgezahlt. Dafür erhielten die Jesuiten ein Drittel der Ländereien vom Courtenbachshofs, die seitdem zum Jesuitenhof zusammengefasst wurden. Da der Jesuitenhof ungeschützt vor der Stadtbefestigung lag, wurde er häufig geplündert oder verwüstet. Das heutige Wohnhaus stammt aus dem beginnenden 18. Jahrhundert. In der Zeit der französischen Besatzung (1794–1814) gehörte der Jesuitenhof dem französischen Staat, der ihn 1799 an Friedrich Platz aus Gatzweiler für 1300 Francs jährlich verpachtete. Der Hof umfasste damals 160 Tagewerk als Acker-, Weide- und Gartenland. Am 6. August 1821 ging der Hof an Rudolf Schenkel für die Summe von 10.175 Talern. Hierfür erhielt er zu den Gebäuden 201 Morgen 6 Ruten Ackerland und Wiesen. Sein Schwager Friedrich Schoeller erbte den Besitz später. Die Tochter von Schoeller Ernestine heiratete 1839 Richard Prym. Ab 1854 ist Matthias Siepen der neue Pächter des Hofes beurkundet. Danach übernahmen die Eheleute Johann von St. Vith die Bewirtschaftung des Jesuitenhofs. Am 25. August 1950 verkaufte der Kaufmann Walter Theodor Prym den Hof für 275.000 DM an die Stadt Düren.
Auf dem Gelände des Hofes ist inzwischen das neue Hallenbad der Stadt Düren erbaut worden, das am 20. Juli 1974 feierlich eingeweiht wurde.
Das Bauwerk ist unter Nr. 1/025 in die Denkmalliste der Stadt Düren eingetragen.